# پایگاه پدافند هوایی هاشم‌آباد
پایگاه پدافند هوایی هاشم‌آباد یک منطقهٔ مسکونی در ایران است که در دهستان تودشک واقع شده‌است. پایگاه پدافند هوایی هاشم‌آباد ۵۰۳ نفر جمعیت دارد.
فرمانده این پادگان سرهنگ کنترل شکاری مقصود فلاح می باشد .
این پادگان زمستان های بسیار سردی دارد .